# Estadio Municipal de Castro
El Estadio Municipal de Castro es un recinto deportivo ubicado en la ciudad de Castro, Región de Los Lagos, Chile. Es propiedad de la Ilustre Municipalidad de Castro y cuenta con capacidad para 4.000 espectadores.
El recinto albergó los partidos de local de Deportes Puerto Montt en el Torneo Clausura 2009 de la Primera B debido a las obras de remodelación del Estadio Regional de Chinquihue. Cabe destacar que este estadio ha sido el más austral y el único en la Isla Grande de Chiloé en acoger alguna vez partidos del fútbol profesional chileno.

## Remodelación
Entre los años 2014 y 2016 el estadio fue sometido a diversas mejoras. Estos incluyeron nuevas torres de iluminación la instalación de 3.024 nuevas butacas, y un marcador LED. La inauguración de las mejoras se realizó el 12 de febrero de 2016 con un partido amistoso entre un combinado de jugadores históricos de la Selección Chilena y la Selección Senior de Castro.
A finales del año 2020 la cancha del recinto estrenó una nueva carpeta de césped sintético.

## Clubes que utilizan el estadio
El recinto es utilizado intensamente por los clubes amateur locales agrupados en la Asociación de Fútbol de Castro. También ha acogido certámenes regionales y nacionales organizados por la Asociación Nacional de Fútbol Amateur de Chile. Estos eventos congregan usualmente a una gran cantidad de espectadores, debido a la falta de un representante de la Isla de Chiloé en el fútbol profesional chileno.